# Phil Nibbelink
Phil Nibbelink (Denver, 3 giugno 1955) è un animatore, regista e fumettista statunitense.

## Biografia
Inizia il suo percorso nel mondo cinematografico studiando presso il California Institute of the Arts, fondato da Walt Disney. Tra i suoi primi lavori nel ruolo di animatore troviamo il film d'animazione Red e Toby nemiciamici (1981). In dieci anni di animatore Disney partecipa a Taron e la pentola magica (1985), Basil l'investigatopo (1986) e Chi ha incastrato Roger Rabbit (1988).
Dopo la sua esperienza alla Disney inizia a lavorare per Amblimation, dove dirige con Simon Wells il suo primo lungometraggio Fievel conquista il West (1991) e We're Back! - 4 dinosauri a New York (1993). Dirige con Eric Armstrong le parti animate del film Casper (1995).
Nibbelink ha poi rivolto la sua attenzione al cinema indipendente, fondando con la moglie nel 1998 la propria società di produzione, Phil Nibbelink Productions. Con questa produce Puss in Boots (1999) e Romeo e Giulietta - Amore all'ultima pinna (2006).